# Davide (album)
Davide è il terzo album in studio del rapper italiano Gemitaiz, pubblicato il 20 aprile 2018 dalla Tanta Roba.

## Tracce
1. Paradise Lost – 2:44
2. Fuori – 3:58
3. Oro e argento – 3:51
4. Tanta Roba Anthem (feat. Gué Pequeno) – 3:22
5. Keanu Reeves (feat. Achille Lauro) – 3:29
6. Un giro con noi – 3:23
7. Pezzo trap (feat. Fabri Fibra) – 4:20
8. Davide (feat. Coez) – 3:26
9. Chiamate perse – 3:22
10. Holy Grail (feat. MadMan) – 3:01
11. Diverso – 3:29
12. Questa qua – 2:52
13. Alaska (feat. Priestess) – 3:38
14. Lo sai che ci penso – 3:00
15. Buonanotte – 3:41

## Formazione
Musicisti
- Gemitaiz – voce
- Gué Pequeno – voce aggiuntiva (traccia 4)
- Achille Lauro – voce aggiuntiva (traccia 5)
- Fabri Fibra – voce aggiuntiva (traccia 7)
- Coez – voce aggiuntiva (traccia 8)
- MadMan – voce aggiuntiva (traccia 10)
- Priestess – voce aggiuntiva (traccia 13)

Produzione
- Mixer T – produzione (tracce 1, 2, 3, 4 e 7)
- Kang Brulèe – produzione (traccia 5)
- Dub.Io – produzione (traccia 5)
- Ombra – produzione (tracce 5 e 13)
- Frenetik & Orang3 – produzione (tracce 6, 8 e 15)
- Boston George – produzione (traccia 9)
- SuperApe – produzione (traccia 10)
- Don Joe – produzione (traccia 10)
- Il Tre – produzione (traccia 11)
- Tantu Beats – produzione (traccia 12)
- PK – produzione (traccia 13)
- Polezsky – produzione (traccia 14)

## Classifiche

### Classifiche settimanali
| Classifica (2018) | Posizione massima |
| ----------------- | ----------------- |
| Italia            | 1                 |

### Classifiche di fine anno
| Classifica (2019) | Posizione |
| ----------------- | --------- |
| Italia            | 47        |
| Classifica (2020) | Posizione |
| Italia            | 95        |